# Максименко Єгор Олексійович
Максименко Єгор Олексійович (1 вересня 1939 — 28 вересня 2016) — композитор, заслужений діяч естрадного мистецтва України.

## Біографія
Народився 1 вересня 1939 року в селі Скринників Курської області. Після Німецько-російської війни переїхав з матір'ю в село Охрімівка Вовчанського району. В 1957 році переїхав до села Вовчанські Хутори де і закінчив 10 класів. З 1959 року працював у місцевій школі вчителем музики і співів. Паралельно навчався в музичній школі і навчався на курсах перепідготовки при ХДПУ ім. Сковороди. Максименко -педагог і композитор був членом обласного об'єднання композиторів. З 1982 року починає друкуватися вдержавному видавництві «Райдуга». В 1985 р. у Вовчанських Хуторах створюється вокальний ансамбль «Вишенька». Максименко був його незмінним керівником до 2016 року. Ансамбль бере активну участь у різноманітних конкурсах, концертах, фестивалях: «Сонячні кларнети» «Пісенні візерунки», «Країна мрій», «Слобожанські передзвони», «Боромля», «Червона калина». Колектив запрошували на телебачення. Видавалися збірки пісень композитора: «Козачка», «Зацвіли тюльпани», «Вишивала я сорочку». В 2011 р. ансамбль «Вишенька» отримує звання народний, а Максименко присврєно звання «Заслужений діяч естрадного мистецтва України». В 2012 році Єгор Максименко занесений до Великої Міжнародної Енциклопедії «Кращі люди України». Помер Єгор Олексійович 28 вересня 2016.
Ансамбль «Вишенька» під керівництвом Єгора Максименко виграло гран-прі XXIII-го Всеукраїнського сільського фестивалю мистецтв «Боромля — 2013».